# Gaylussacia ursina
Gaylussacia ursina (englisch Bear oder Mountain huckleberry) ist eine Pflanzenart aus der Familie der Heidekrautgewächse. Sie ist in den Küstenebenen der südöstlichen Vereinigten Staaten (Georgia, Tennessee, North Carolina, South Carolina) in den südlichen Appalachen beheimatet.

## Beschreibung
Gaylussacia ursina ist ein laubabwerfender Strauch von bis zu etwa 1,5 Metern Höhe, der gelegentlich große Bestände bildet. Die Borke ist braun bis dunkelbraun. 
Die ganzrandigen, einfachen und sehr kurz gestielten, leicht ledrigen sowie wechselständigen Laubblätter sind eiförmig bis verkehrt-eiförmig oder elliptisch. An der Spitze sind sie spitz bis zugespitzt und an der Basis keilförmig bis abgerundet. Unterseits sind sie drüsig und auf den Adern behaart. Die jungen Blätter sind rötlich.
Die gestielten Blüten mit Deckblättern stehen in traubigen Gruppen von 4 … 6. Der drüsige Blütenstiel ist schwach haarig. Die rötlich-weißen bis -grünen Blüten sind etwa fünfzählig mit doppelter Blütenhülle. Der fünfzipflige, drüsige Kelch ist klein und die Krone ist becherförmig verwachsen mit kleinen Lappen. Der mehrkammerige Fruchtknoten ist unterständig. Die etwa 10 Staubblätter sind eingeschlossen.
Die mehrsamigen, glatten Steinfrüchte (Scheinfrucht) sind schwarz, süß und saftig, mit der Kelchhöhlung an der Spitze. Sie sind etwa 7–10 Millimeter groß und sollen essbar sein. Die kleinen Samen sind 1 Millimeter groß und glatt.

## Taxonomie
The Plant List, ein Gemeinschaftsprojekt der Royal Botanic Gardens (Kew) und des Missouri Botanical Garden führt die folgenden Synonyme auf:
- Vaccinium ursinum M.A.Curtis; Basionym 1843
- Adnaria ursina (Torr. & A.Gray) Kuntze
- Decachaena ursina (M.A.Curtis) Small
- Decamerium ursinum (M.A.Curtis) Ashe